# No Simple Way Home
No Simple Way Home ist ein kenianisch-südsudanesisch-südafrikanischer Film in dokumentarischer Form unter der Regie von Akuol de Mabior aus dem Jahr 2022. Der Film feierte am 14. Februar 2022 auf der Berlinale seine Weltpremiere in der Sektion Panorama.

## Handlung
Der Film ermöglicht einen Zugang zu einer Familiengeschichte, die eng mit der politischen Entwicklung des Südsudan verbunden ist.
Die Regisseurin Akuol de Mabior, im Exil geboren und aufgewachsen, ging zusammen mit ihrer Schwester und ihre Mutter in den Südsudan, als sich die politischen Verhältnisse dort stabilisierten. Ihr Vater John Garang de Mabior stand mehr als 20 Jahre an der Spitze der Befreiungsbewegung und genießt noch heute große Anerkennung im Südsudan. Drei Wochen nach seiner Amtsübernahme als sudanesischer Vizepräsident kam er 2005 bei einem Helikopterabsturz ums Leben. Akuol de Mabior war damals 16 Jahre alt.
Der Film zeigt, dass Mutter und Schwester ihre Rollen bereits gefunden haben: Die eine übernimmt als Teil eines Fünfergremiums die Vizepräsidentschaft, die andere verteilt Hilfsgüter an Flutopfer. Die Regisseurin sucht mit der Kamera nach Antworten auf die Frage, wo ihr Platz in der Gesellschaft sein könnte.

## Produktion

### Filmstab
Regie führte Akuol de Mabior, von der auch das Drehbuch stammt. Die Kameraführung lag in den Händen von Emma Nzioka und Akuol de Mabior, die Musik komponierte Gary Thomas und für den Filmschnitt waren Khalid Shamis und Angela Wamai verantwortlich.

### Produktion und Förderungen
Produziert wurde der Film von Sam Soko, Don Edkins und Tiny Mugwe.

### Dreharbeiten und Veröffentlichung
Der Film feierte am 14. Februar 2022 auf der Berlinale seine Weltpremiere in der Sektion Panorama.

## Auszeichnungen und Nominierungen
- Internationale Filmfestspiele Berlin 2022
  - Nominierung für den Panorama Publikumspreis
- Internationales Dokumentarfilmfestival München 2022
  - VIKTOR DOK.horizonte